# Стенной Квадрант (созвездие)

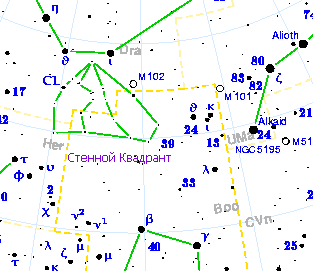

Стенно́й Квадра́нт (лат. Quadrans Muralis) — отменённое созвездие северного полушария неба. Предложено Лаландом в 1795 году и в этом же году опубликовано атласе Жана Фортина под редакцией Лаланда. Вероятно, в созвездии увековечен астрономический инструмент Тихо Браге.

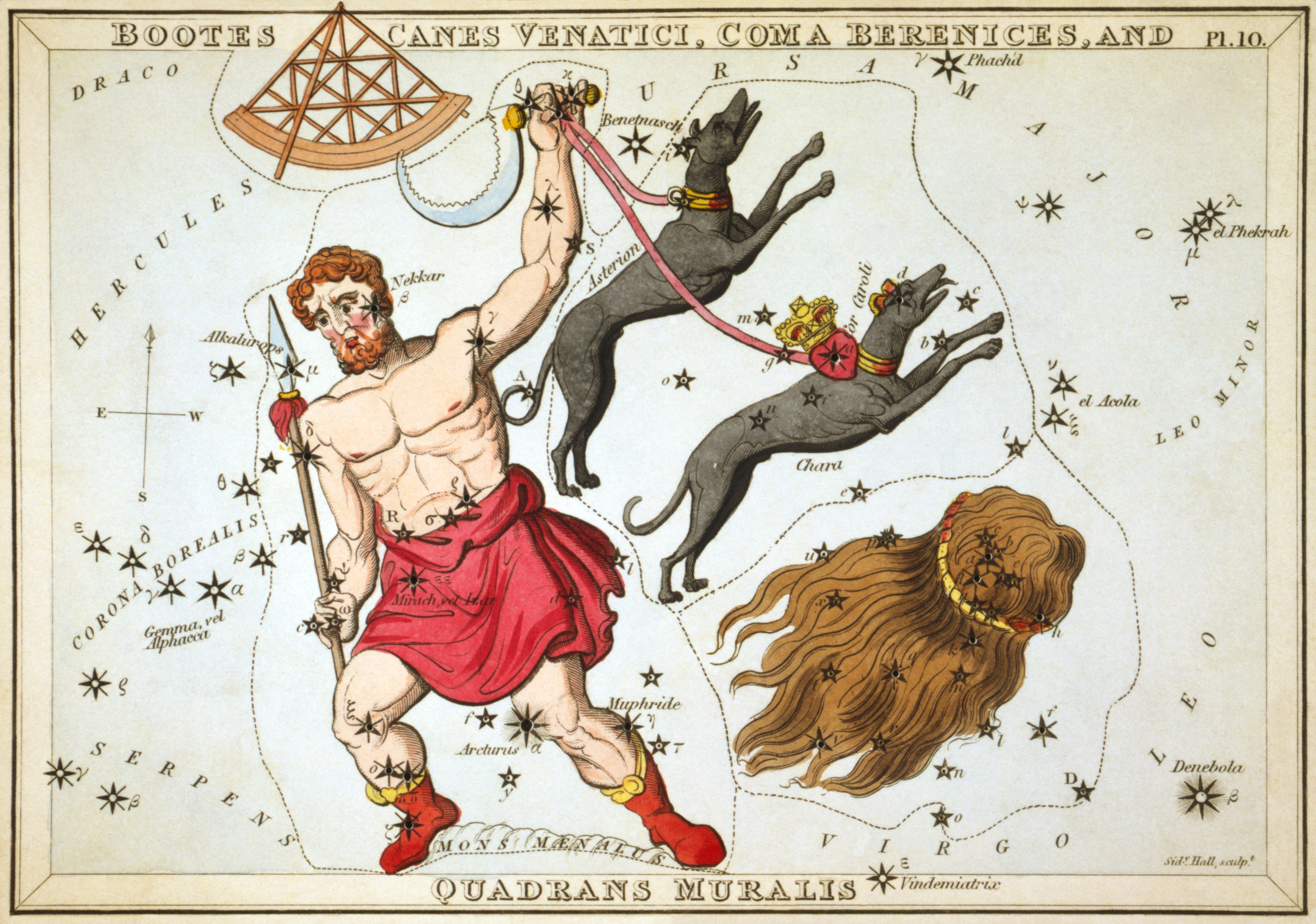
Стенной Квадрант в Зеркале Урании, над головой Волопаса

Созвездие не пользовалось популярностью среди астрономов. Ныне созвездие не занесено Международным астрономическим союзом в официальный список созвездий, его звёзды включены в созвездия Волопаса, Дракона и Геркулеса. Название созвездия сохранилось в имени метеорного потока Квадрантиды, чей радиант лежит в этом созвездии.